# Paolina di Sagan
Luise Pauline Maria Biron, Principessa di Curlandia, Duchessa di Sagan (Mitau, 19 febbraio 1782 – Vienna, 8 gennaio 1845), fu una Principessa di Curlandia per nascita e attraverso il suo matrimonio con Federico Ermanno Ottone, Principe di Hohenzollern-Hechingen, Paolina fu Principessa consorte di Hohenzollern-Hechingen. Paoline era la seconda figlia di Peter von Biron, l'ultimo Duca di Curlandia e Semigallia, e della sua terza moglie Dorothea von Medem.

## Matrimonio e figli
Paolina sposò Federico Ermanno Ottone, Principe Ereditario di Hohenzollern-Hechingen, figlio di Ermanno, Principe di Hohenzollern-Hechingen e della sua seconda moglie la Principessa Massimiliana di Gavre, il 26 febbraio 1800 a Praga. Paolina e Federico ebbero un solo figlio:
- Costantino, Principe di Hohenzollern-Hechingen (16 febbraio 1801 – 3 settembre 1869)

∞ Eugénie de Beauharnais, senza figli.
∞ Baronessa Amalie Schenk von Geyern, senza figli.

## Titoli e stili
- 19 febbraio 1782 – 26 febbraio 1800: Sua Altezza Serenissima Principessa Paolina di Corlandia
- 26 febbraio 1800 – 2 novembre 1810: Sua Altezza Serenissima La Principessa Ereditaria di Hohenzollern-Hechingen, Principessa di Curlandia
- 2 novembre 1810 – 13 settembre 1838: Sua Altezza Serenissima La Principessa di Hohenzollern-Hechingen, Principessa di Curlandia
- 13 settembre 1838 – 29 novembre 1838: Sua Altezza Serenissima La Principessa Vedova di Hohenzollern-Hechingen, Principessa di Curlandia
- 29 novembre 1838 – 8 gennaio 1845: Sua Altezza Serenissima La Duchessa di Sagan, La Principessa Vedova di Hohenzollern-Hechingen, Principessa di Curlandia

Alla morte di suo padre, Paolina ereditò il Prager Palais e le Signorie di Hohlstein e Nettkow. Alla morte di sua sorella maggiore Guglielmina, Paolina ereditò anche il Ducato di Sagan in Slesia e la Signoria di Náchod in Boemia.